# 鶴岡昌宏
鶴岡 昌宏（つるおか まさひろ、1957年5月6日 - ）は、元アマチュア野球選手である。ポジションは外野手。

## 来歴・人物
東洋大牛久高校を卒業した後に、東洋大学に入学する。在学中は投手のほかに外野手としても中軸を打った。2年上に達川光男、1年上に松沼雅之らがいた。
大学卒業後は社会人野球の日産自動車チームに入団する。当初は投手も兼ねていたが外野手専任となる。1982年の日本選手権大会と1990年の日本選手権大会では優秀選手に選ばれ、1990年には社会人ベストナインに選ばれた。また1991年の都市対抗野球では10年連続出場選手に選ばれれ、通算11年連続出場を果たした。1992年限りで現役を引退し、翌年はコーチを務めた。
1984年の世界アマチュア野球選手権や、1987年アジア野球選手権大会の日本代表にも選ばれた。